# Грибцово (Московская область)

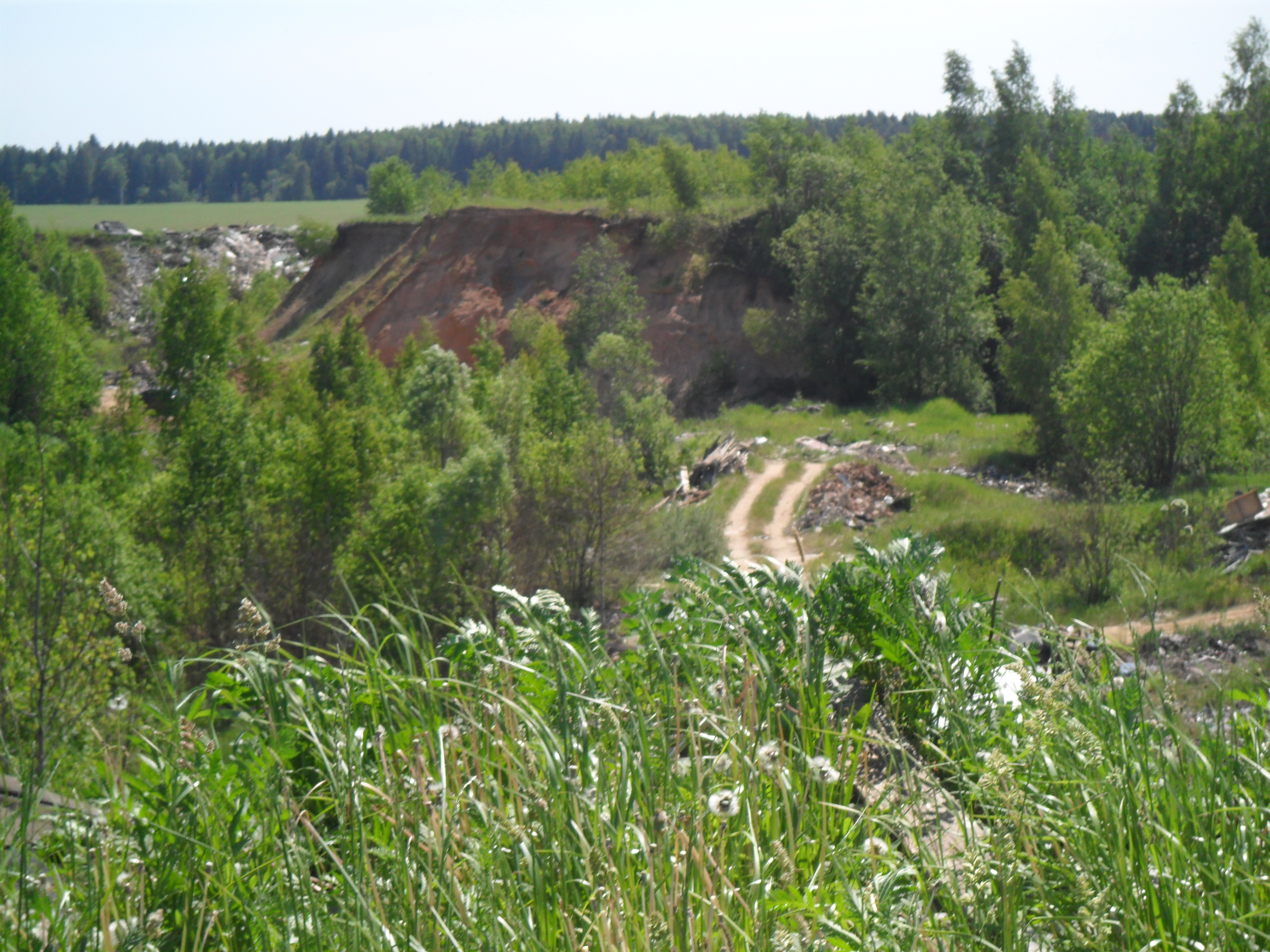
Заброшенные карьеры

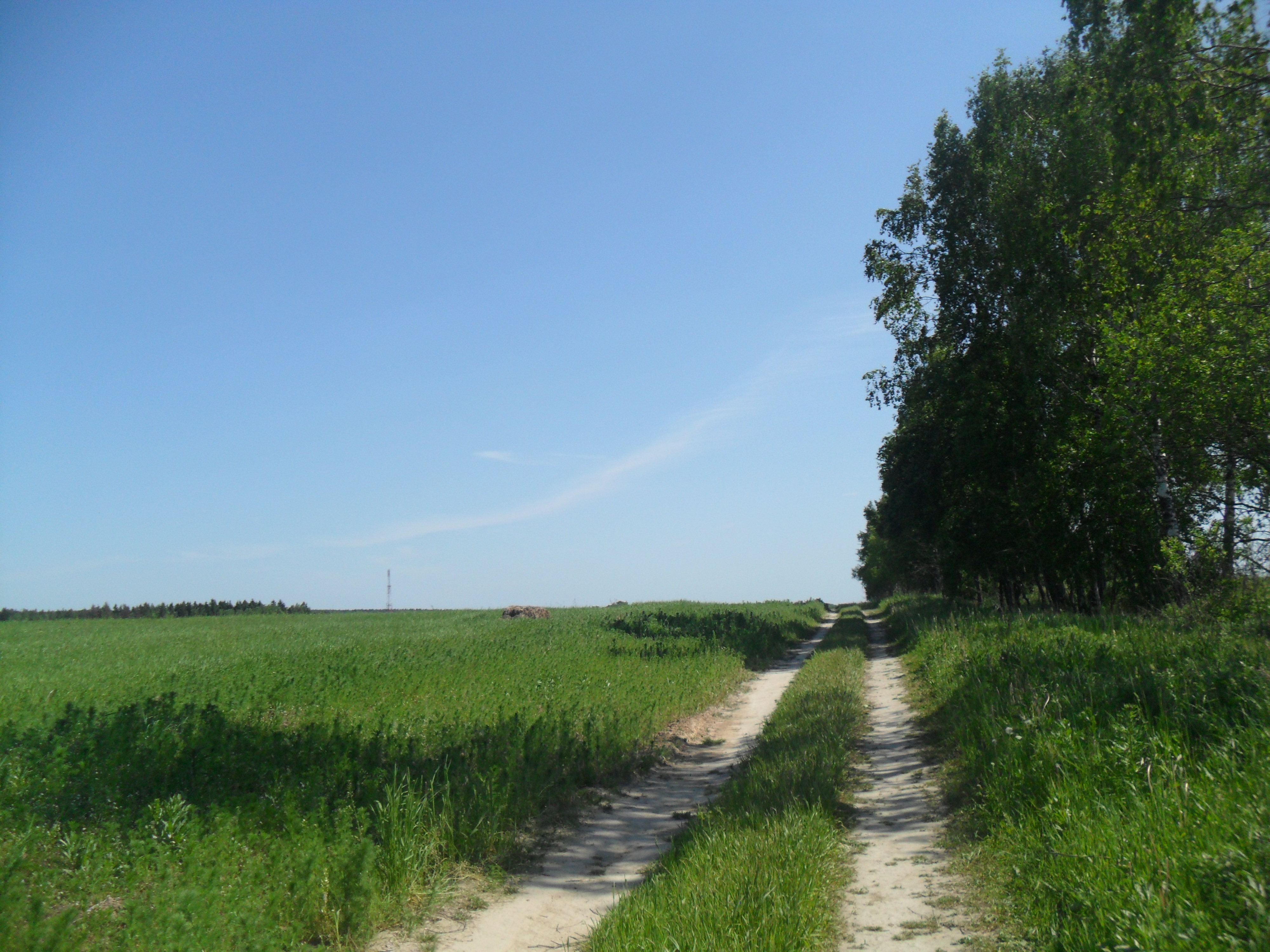
Грибцово поле

Грибцово — деревня, расположенная на территории Дороховского сельского поселения Рузского района Московской области.

## География
Деревня Грибцово расположена в долине реки Турица (левого притока Таруссы). В основном преобладает низинный рельеф, однако восточная часть расположена на холме, из-за этого на Прудной улице возникает крупный перепад высот (от 0 до 5 м на длину улицы — 150 метров). На холме располагается Администрация деревни и Грибцовская больница.

Весь север территории деревни Грибцово состоит из равнинных и холмистых полей, принадлежащих совхозу деревни Грибцово.

## Заброшенные карьеры
В северной части прилегающего к Грибцово поля расположен крупный комплекс трех заброшенных карьеров по добыче песка и глины. Сейчас работы не производятся и овраги используются для свалки, что часто приводит (особенно в летний сезон) к пожарам на поле. В 2011 году из-за пожога неизвестными карьера сгорела межа вдоль Минского шоссе. Из-за этого неделю было задымление и деревня Землино, расположенная на другой стороне Минского шоссе ушла в дымовую завесу.
Карьеры являются единственным местом обитания полевых стрижей, которые в центральном «Утесе» создали себе гнезда.

## Гидрография

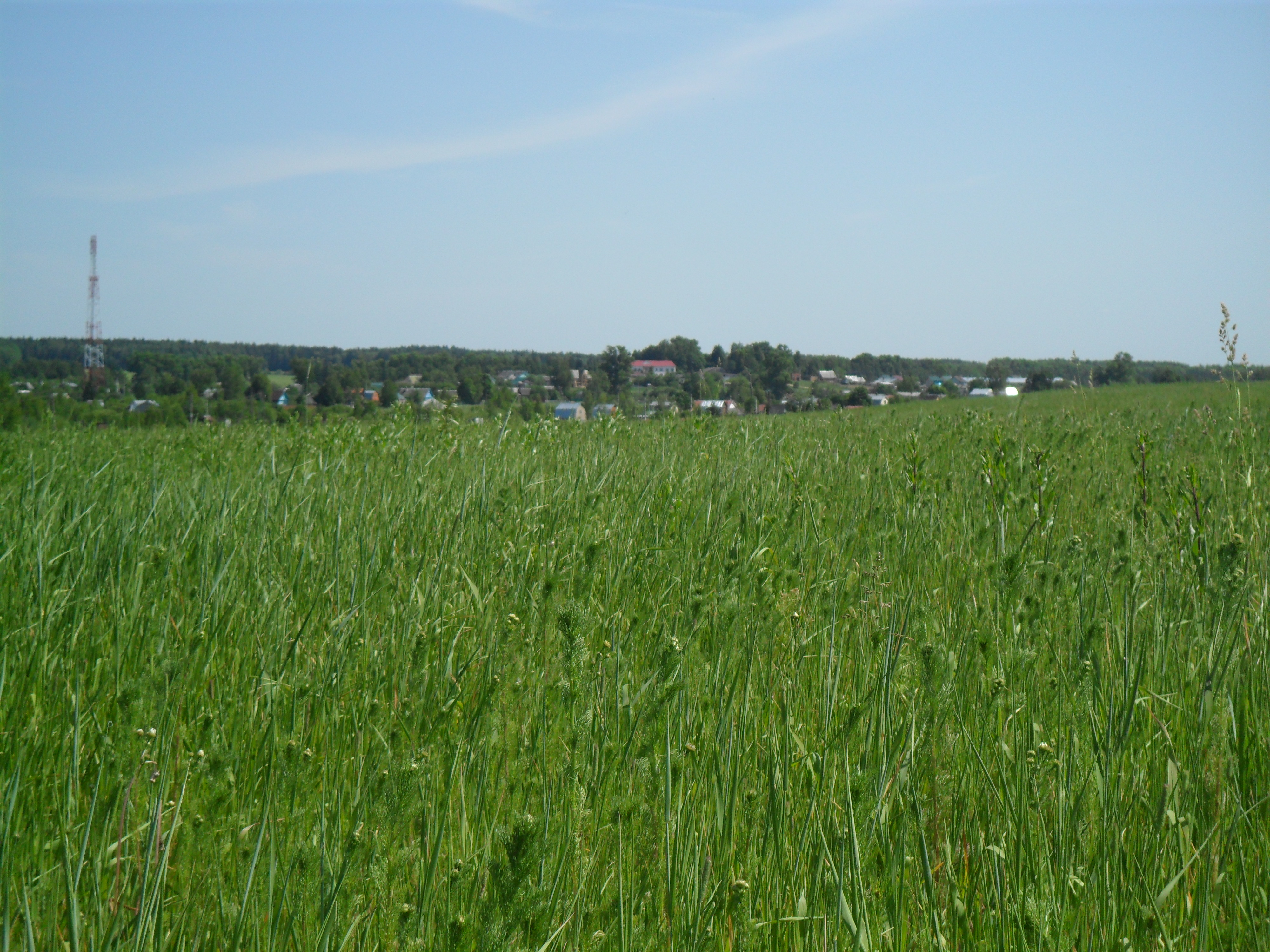
Вид на деревню из поля

### Грибцовский пруд
Единственный водоём в черте деревни Грибцово находится в течении маловодной речки Турицы.

Северная часть Грибцовского пруда представлена протяженным болотом, берущий начало от СНТ «Надежда» и верховьях Турицы и заканчивающееся у границ деревни, где оно входит в сам водоём. В этих местах происходит частое пересушение в летние сезоны.

Южная часть пруда — глубокий водоем с плотиной на южном берегу. Водоём здесь глубокий (до 7-10 метров) и широкий (длина между западным и восточным берегами составляет около 68 метров). Длина пруда от устья болота и до юго-восточного берега — 207 метров.

Данные Грибцовского водоема (с болотом):
- Общая длина — 390 метров (на север) и 79 метров (на восток, по Турице)
- Самое широкое место — 88 метров (у слияния Восточного рукава с Прудом)

## Социальная сфера

### Грибцовская больница
Грибцовская больница является одним из нескольких медицинских учреждений на территории юга Рузского района. Расположена по адресу: Деревня Грибцово, Больничная улица.